# Salignac-sur-Charente
Salignac-sur-Charente är en kommun i departementet Charente-Maritime i regionen Nouvelle-Aquitaine i västra Frankrike. Kommunen ligger  i kantonen Pons som ligger i arrondissementet Saintes. År 2022 hade Salignac-sur-Charente 609 invånare.

## Befolkningsutveckling
Antalet invånare i kommunen Salignac-sur-Charente
Referens:INSEE